# Антон Коджабашев
Антон Боянов Коджабашев е български състезател и ръководител по вдигане на тежести.

## Биография
Роден е в Бургас на 22 август 1959 г. 
Той е трикратен световен и трикратен европейски шампион по вдигане на тежести в категория до 56 кг. Поставя световен рекорд в тази категория в двубоя през 1982 г. на световното първенство в Любляна, Югославия и е непобедим в периода 1979-1982 г. Носител на бронзов медал от европейското първенство през 1984 г.
След края на спортната си кариера се заема с частен бизнес.
На три пъти е бил президент на Българската федерация по вдигане на тежести. За първи път от 2000 до 2004 г., отново от 2007 г. до 2011 г., както и за 8 месеца през 2024 г.   През периода 2004-2008 г. е и вицепрезидент на Европейската федерация по вдигане на тежести.
Бил е и общински съветник - два мандата в Община Бургас и председател на Обществения съвет по спорт към община Бургас.

## Спортни постижения
| Година                                      | Място                                     | Категория (до)                            | С изхвърляне (кг)                         | С изхвърляне (кг)                         | С изхвърляне (кг)                         | С изхвърляне (кг)                         | С изтласкване (кг)                        | С изтласкване (кг)                        | С изтласкване (кг)                        | С изтласкване (кг)                        | Общо                                      | Място                                     |
| Година                                      | Място                                     | Категория (до)                            | 1                                         | 2                                         | 3                                         | Място                                     | 1                                         | 2                                         | 3                                         | Място                                     | Общо                                      | Място                                     |
| Състезател на България                      | Състезател на България                    | Състезател на България                    | Състезател на България                    | Състезател на България                    | Състезател на България                    | Състезател на България                    | Състезател на България                    | Състезател на България                    | Състезател на България                    | Състезател на България                    | Състезател на България                    | Състезател на България                    |
| Световно първенство по вдигане на тежести   | Световно първенство по вдигане на тежести | Световно първенство по вдигане на тежести | Световно първенство по вдигане на тежести | Световно първенство по вдигане на тежести | Световно първенство по вдигане на тежести | Световно първенство по вдигане на тежести | Световно първенство по вдигане на тежести | Световно първенство по вдигане на тежести | Световно първенство по вдигане на тежести | Световно първенство по вдигане на тежести | Световно първенство по вдигане на тежести | Световно първенство по вдигане на тежести |
| ------------------------------------------- | ----------------------------------------- | ----------------------------------------- | ----------------------------------------- | ----------------------------------------- | ----------------------------------------- | ----------------------------------------- | ----------------------------------------- | ----------------------------------------- | ----------------------------------------- | ----------------------------------------- | ----------------------------------------- | ----------------------------------------- |
| 1978                                        | Гетисбърг, САЩ                            | 52 кг                                     | 100                                       |                                           |                                           | 6                                         | 125                                       |                                           |                                           | 8                                         | 225                                       | 9                                         |
| 1979                                        | Солун, Гърция                             | 56 кг                                     | 117.5                                     |                                           |                                           | 2                                         | 150                                       |                                           |                                           | 2                                         | 267.5                                     | 1                                         |
| 1981                                        | Лил, Франция                              | 56 кг                                     | 117.5                                     |                                           |                                           | 2                                         | 155                                       |                                           |                                           | 1                                         | 272.5                                     | 1                                         |
| 1982                                        | Любляна, Франция                          | 56 кг                                     | 125                                       |                                           |                                           | 1                                         | 155                                       |                                           |                                           | 1                                         | 280 WR                                    | 1                                         |
| Европейско първенство по вдигане на тежести |                                           |                                           |                                           |                                           |                                           |                                           |                                           |                                           |                                           |                                           |                                           |                                           |
| 1978                                        | Хавиржов, Чехословакия                    | 52 кг                                     | 102.5                                     |                                           |                                           |                                           | 130                                       |                                           |                                           |                                           | 232.5                                     | 4                                         |
| 1979                                        | Варна, България                           | 56 кг                                     | 115                                       |                                           |                                           |                                           | 147.5                                     |                                           |                                           |                                           | 262.5                                     | 1  [ 8 ]                                  |
| 1981                                        | Лил, Франция                              | 56 кг                                     | 117.5                                     |                                           |                                           | 2                                         | 155                                       |                                           |                                           | 1                                         | 272.5                                     | 1  [ 9 ]                                  |
| 1982                                        | Любляна, Франция                          | 56 кг                                     | 125                                       |                                           |                                           | 1                                         | 155                                       |                                           |                                           | 1                                         | 280                                       | 1  [ 10 ]                                 |
| 1984                                        | Витория, Испания                          | 60 кг                                     | 135                                       |                                           |                                           |                                           | 172.5                                     |                                           |                                           |                                           | 307.5                                     | 1  [ 11 ]                                 |
| 1985                                        | Катовице, Полша                           | 56 кг                                     | ---                                       |                                           |                                           |                                           | ---                                       |                                           |                                           |                                           | ---                                       | -                                         |

Заб.: световните първенства по вдигане на тежести през 1981 г. във Франция и през 1982 г. в Югославия се явяват едновременно и европейски.